# 陶臻
陶臻（?—?），字彦遐，晋朝鄱阳郡枭阳县（今江西省都昌县）人，陶侃哥哥的儿子。
陶臻有勇略智谋。晋惠帝永兴二年（305年），陈敏造反。刘弘以陶侃为江夏太守出兵抵御。随郡内史向刘弘诋毁陶侃，陶侃知道后，派儿子陶洪、姪子陶臻去刘弘那里为自己辩护。陶侃与石勒战，陶臻跟随平定襄阳。赐爵当阳亭侯。晋成帝咸和年间，为南郡太守，领南蛮校尉、假节。在任上去世，追赠平南将军，谥肃。